# Max Le Blanc
Max Julius Louis Le Blanc (Barciany, 26 de maio de 1865 – Leipzig, 31 de julho de 1943) foi um eletroquímico alemão.

## Vida

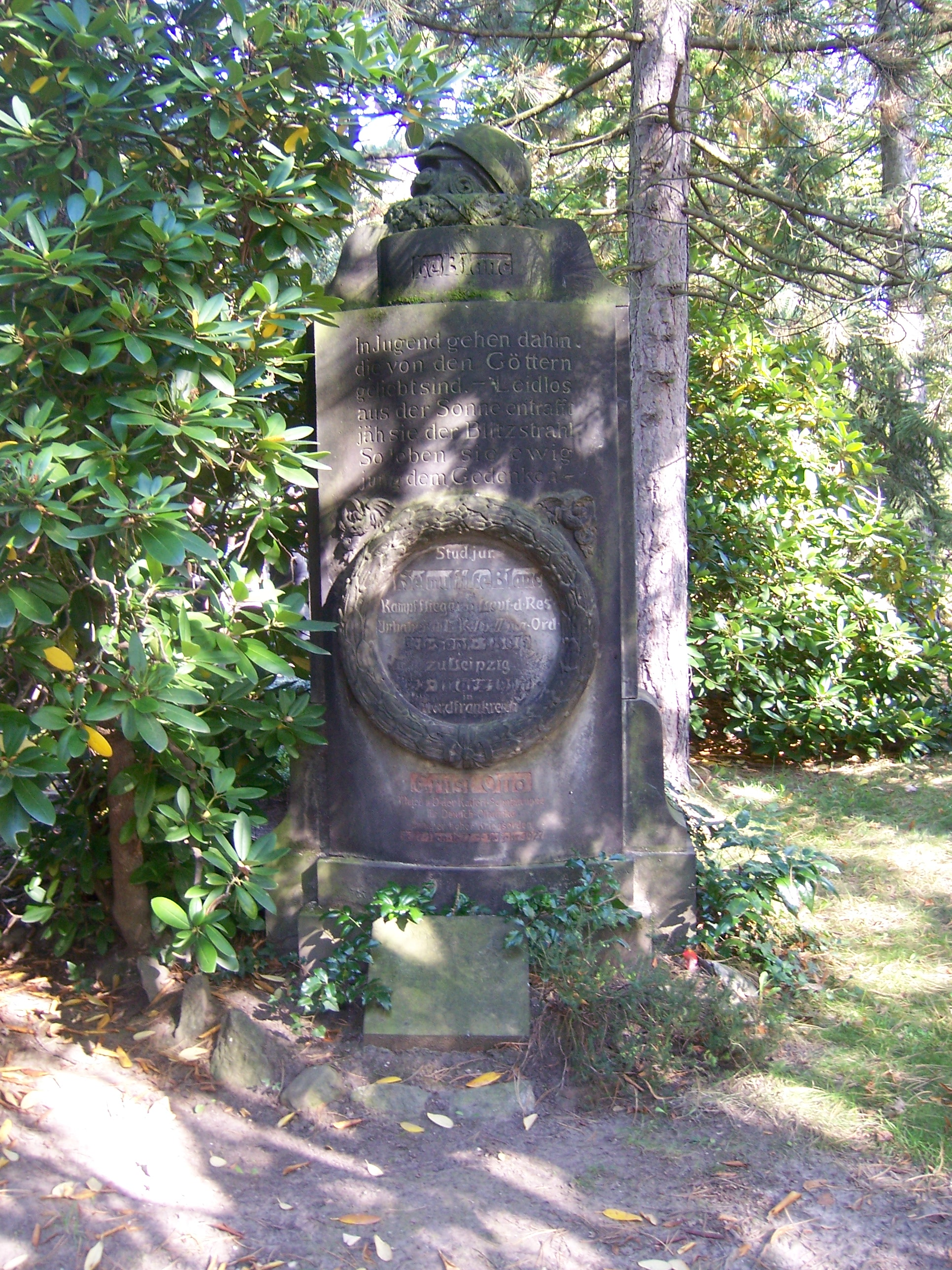
Sepultura de Max Le Blanc e familiares no Südfriedhof, Leipzig

Filho de Louis Le Blanc e Marie Kickton. De 1883 a 1886 estudou química na Universidade de Tübingen, Universidade de Munique e Universidade de Berlim. Obteve um doutorado sob orientação de August Wilhelm von Hofmann em Berlim, sendo depois assistente de Wilhelm Ostwald em Leipzig (habilitação 1891, professor: 1895). No mesmo ano foi contratado pela Hoechst AG em Frankfurt am Main. Em 1901 foi chamado para a nova cátedra de física e eletroquímica da Technische Hochschule Karlsruhe. Em 1906 foi para a Universidade de Leipzig, onde trabalhou até 1933 e foi em 1925–1926 reitor. Em 1925 foi eleito membro da Academia Leopoldina. Foi desde 1907 membro ordinário da Academia de Ciências da Saxônia. Recebeu a Medalha Cothenius de 1937.
Após a Declaração dos Professores Alemães por Adolf Hitler assinou a Declaração dos Professores Alemães por Adolf Hitler.